# 김충공
김충공(金忠恭, ?~822년)은 신라의 왕태자이다.
원성왕의 손자이자, 혜충태자 인겸의 아들이며, 집사부 시중(執事部侍中)과 상대등 등을 역임하였으며, 822년(헌덕왕 15년) 김헌창의 난을 진압하는 데 참여하였다. 소성왕, 헌덕왕, 흥덕왕의 동생이며, 애장왕의 숙부였다.
헌덕왕과 흥덕왕 때의 실권자였고, 822년 김헌창의 난 진압에 참여하였다. 흥덕왕의 아들이 당나라를 다녀오다가 사고로 죽자 그가 태자로 임명되었지만 822년 4월 흥덕왕보다 앞서 사망하였다. 아들 김명은 838년(희강왕 3) 1월 정변을 일으켜 희강왕을 죽이고 자립하여 민애왕이 되었다. 딸 정교(貞矯)는 김균정의 본처, 문목부인(文穆夫人)은 희강왕비가 되었다. 아들인 민애왕이 즉위하면서 선강왕(宣康王) 또는 갈문왕(葛文王)으로 추봉되었다.

## 생애

### 어린 시절
원성왕의 손자이며, 민애왕의 아버지이고, 혜충태자(惠忠太子) 인겸(仁謙)의 넷째아들이다. 아버지 인겸은 형 소성왕이 즉위하면서 왕으로 추봉되어 혜충왕이 되었다. 헌덕왕, 김숭빈(金崇斌), 흥덕왕, 김제옹(金悌邕)의 동생이 된다. 보통 그는 인겸의 넷째 아들로 보나, 신라 김씨 선원세보에 의하면 인겸의 아들 소성왕의 셋째 아들이며 애장왕, 김예명(金禮明)의 동생이라 한다.
그의 부인은 귀보부인인데 삼국사기에는 부인 귀보부인의 성이 박씨라고 하였지만, 삼국유사에는 그가 원성왕의 아들 김인겸의 딸이라 한다. 삼국유사의 설을 채택한다면 그는 이복 누이와 결혼한 것이 된다.

### 관료 생활
808년(애장왕 9) 당나라로부터 문극(門戟)을 하사받았다. 그뒤 각간을 거쳐 817년(헌덕왕 9년) 이찬(伊湌)에서 시중(侍中)으로 승진하였다. 822년 헌덕왕이 동생 수종을 세자로 임명할 땍 상대등(上大等)으로서 세자를 도와 정권을 장악했고, 당시 집사시랑(執事侍郞)인 녹진(祿眞) 등의 도움을 받기도 하였다. 823년(헌덕왕 15년) 토벌대에 참여하여 왕위계승에 불만을 품은 김헌창(金憲昌)의 반란을 진압하는 데 가담했다. 817년(헌덕왕 9)부터 821년까지 집사부시중을 지냈다. 822년 정월부터 822년 4월까지 상대등(上大等)을 역임하였다.
헌덕왕과 흥덕왕 때의 실권자로 헌덕왕 때는 정사당(政事堂)에서 내외관(內外官)의 전주(銓注)를 맡아보면서 인사문제의 실권을 맡는 등 당시 최고의 정치적 실력자로 군림하였다.
흥덕왕은 후사가 없었고 그가 태자로 책봉되었으나 822년 4월에 병으로 사망하였다. 출생년대는 알려져있지 않으며 사망 원인도 역시 미상이다.
831년 흥덕왕의 왕자 김능유(金能儒)가 흥덕왕의 명을 받들어 9명의 승려와 함께 당나라에 진봉사로 갔다가, 이 해 7월 돌아오던 도중 바다에 빠져 익사하였다.

### 사후
사후 선강(宣康)의 시호를 받아 선강태자(宣康太子)였다가 후에 민애왕 즉위 후 추존되어 선강왕이 되었다.
그의 딸은 희강왕의 비인 문목왕후(文穆王后)이고, 아들인 김명(金明)은 희강왕을 추대했다가 나중에 희강왕을 자살하도록 위협하고 스스로 민애왕으로 즉위한 것이다. 민애왕이 즉위한 뒤 아버지인 김충공은 선강왕(宣康王)으로 추봉하고, 어머니인 귀보부인(貴寶夫人)을 선의태후(宣懿太后)로 추봉하였다. 일설에는 갈문왕으로 추봉했다는 설이 있다. 《삼국유사》에는 선강갈문왕(宣康葛文王)이라는 칭호도 나타난다.

## 논란
삼국사기와 삼국사절요에는 그가 817년(헌덕왕 9)부터 821년까지 약 4년간 집사부시중을 역임했고, 822년 정월부터 822년 4월까지 약 13년간 상대등을 역임했다 한다. 그런데 삼국사기의 헌덕왕조의 다른 기사에는 그가 헌덕왕 13년에 죽었다고 되어 있어 논란의 여지가 있다.
삼국사기와 삼국유사에 그의 부인의 성씨가 다르게 기록된 것도 논란의 여지가 있다. 삼국사기와 삼국유사 모두 그의 부인을 귀보부인이라 지목한다. 그런데 삼국유사에는 원성왕의 손녀이자 인겸의 딸이라 하고, 삼국사기는 귀보부인의 성을 박씨로 지목한다.
삼국유사와 삼국사기에는 그가 혜충태자 인겸의 넷째 아들이라 한다.

## 가계
- 아버지 : 혜충태자(惠忠太子, 760(?)~791/792)
- 어머니 : 성목태후 김씨(聖穆太后)
  - 형 : 소성왕(昭聖王, ? ~800, 재위:798~800)
    - 조카 : 애장왕(哀莊王, 788~809, 재위:800~809)

  - 형 : 헌덕왕(憲德王, ? ~826, 재위:809~826)
  - 형 : 흥덕왕(興德王, 777~ 836, 재위:826~836)
  - 누이, 부인 : 귀보부인(貴寶夫人) - 선의태후(宣懿太后)에 추증
    - 아들 : 민애왕(閔哀王, 817~839, 재위:838~839)
    - 딸 : 문목부인 김씨(文穆夫人金氏) - 희강왕의 왕비이며 경문왕의 할머니.
    - 딸 : 정교부인 김씨(貞矯夫人金氏)
    - 딸 : 조명부인 김씨(照明夫人金氏) - 김균정의 부인이며 헌안왕의 어머니.

## 기타
일설에는 흥덕왕의 비 정목왕후가 그의 딸과 동일인이라는 설도 있다. 한편 헌덕왕비 귀승부인이 그의 딸 정목왕후와 동일인이라는 설도 있고, 그의 숙부 김예영의 딸이라는 설도 있다.

## 같이 보기
- 희강왕
- 민애왕
- 김헌창의 난